# Otto Diels
Otto Paul Hermann Diels (23. ledna 1876 Hamburk – 7. března 1954 Kiel) byl německý chemik, který v roce 1950 spolu s Kurtem Alderem získal Nobelovu cenu za chemii za „objev a vývoj cykloadiční syntézy“ (Dielsova–Alderova reakce).
Získal doktorát z chemie na Humboldtově univerzitě pod vedením Hermanna Fischera. Do roku 1916 učil na Humboldtově univerzitě a poté až do roku 1945 na univerzitě v Kielu. Dva jeho synové zemřeli běhemdruhé světové války.